# Melitopol'
Melitopol' (in ucraino Мелітополь?, in russo Мелитополь?, in italiano desueto anche Melitopoli) è una città ucraina (148 851 abitanti), nel distretto di Melitopol', nell'oblast' di Zaporižžja. Ospita l'amministrazione del distretto di Melitopol' e  della comunità territoriale di Melitopol', una delle comunità territoriali dell'Ucraina..
Fino al 18 luglio 2020 Melitopol' costituiva una città di rilevanza regionale e non apparteneva ad alcun distretto anche se era il centro amministrativo del distretto di Melitopol'. Come parte della riforma amministrativa dell'Ucraina, che ridusse a cinque il numero di distretti dell'oblast' di Zaporižžja, la città fu integrata nel distretto di Melitopol'.
Dal 1º marzo 2022 è occupata dalla Federazione Russa, nel complesso della più ampia invasione dell'Ucraina iniziata il 24 febbraio dello stesso anno.

## Storia
Fu fondata nel 1784 sotto il regno di Caterina II di Russia col nome di Kyzil-Jar. Dal 1816 al 1842 si chiamò Novoaleksandrovka.
Durante la seconda guerra mondiale, venne occupata dalla Wehrmacht tedesca nella fase iniziale dell'operazione Barbarossa; l'Armata Rossa sovietica liberò la città il 23 ottobre 1943 nel corso dell'offensiva del basso Dnepr.
Durante l'Invasione russa dell'Ucraina del 2022 la città è stata attaccata dalle forze russe il 25 febbraio e occupata il 1º marzo. Il sindaco in carica è stato rimosso dalle forze occupanti russe.

## Luoghi di interesse

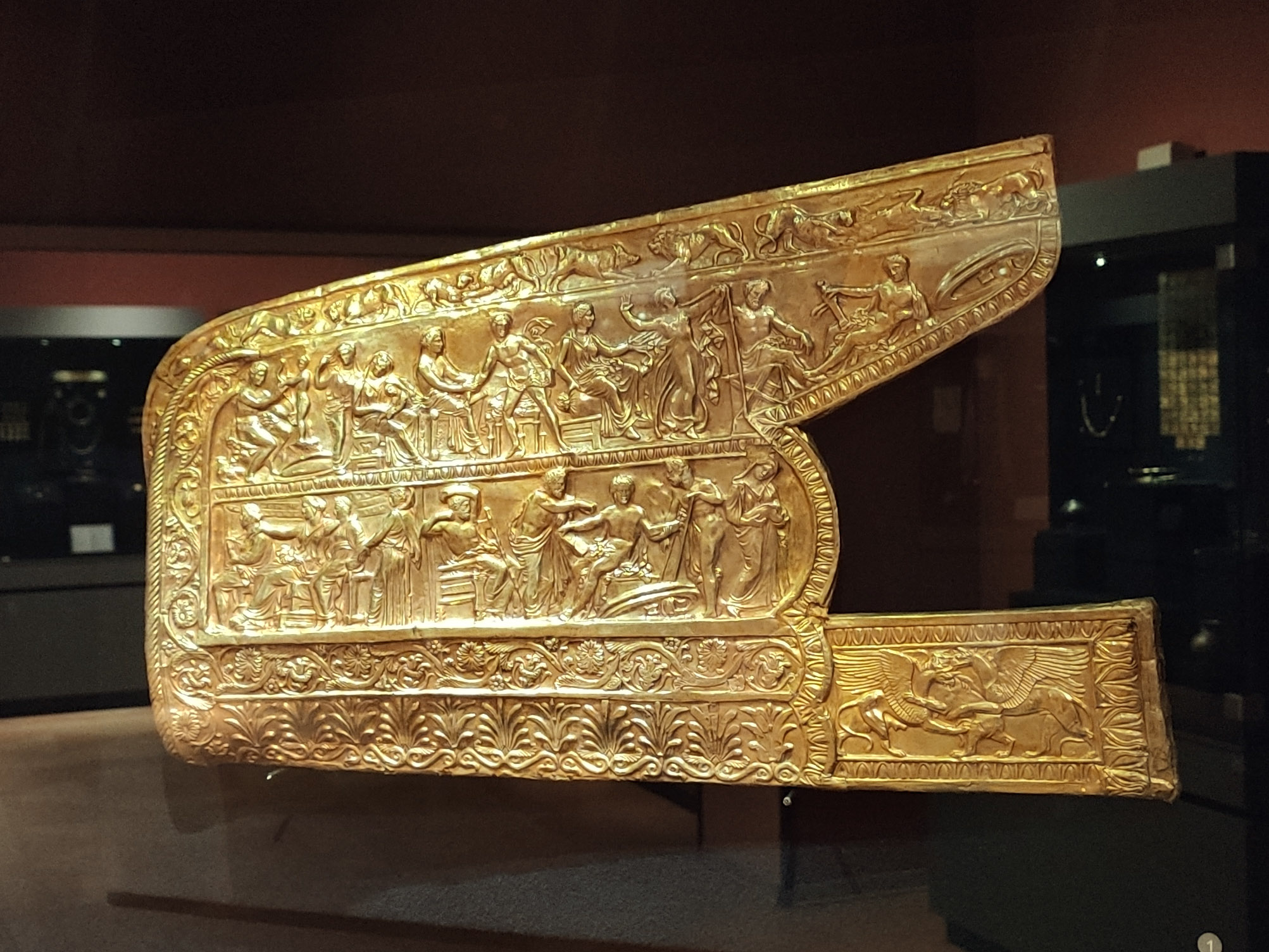
Gorytos scita d'oro, IV secolo a.C.

### Museo della storia locale
Il museo della storia locale di Melitopol (in ucraino Мелітопольський краєзнавчий музей?, Melitopol'skyj krajeznavčyj musej; in russo  Мелитопольский краеведческий музей?, Melitopol'skij kraevedčskij musej), aperto nel 1913 e situato nel palazzo Chernikov, ospita quasi 60 000 reperti storici e naturali inerenti alla regione locale.
Tra questi, spiccava una collezione unica di reperti sciti del IV secolo a.C. recuperati dagli scavi nei kurgan nei dintorni di Melitopol, trafugata dalle truppe russe un mese dopo la sua caduta durante l'invasione russa dell'Ucraina.

## Amministrazione

### Gemellaggi
- Brive-la-Gaillarde
- Melito di Napoli